# Bruchia paricutinensis
Bruchia paricutinensis är en bladmossart som beskrevs av Delgadillo M. och Cárdenas-soriano 1991. Bruchia paricutinensis ingår i släktet Bruchia och familjen Bruchiaceae. Inga underarter finns listade i Catalogue of Life.